# Apanteles pterophori
Apanteles pterophori är en stekelart som beskrevs av Muesebeck 1926. Apanteles pterophori ingår i släktet Apanteles och familjen bracksteklar. Inga underarter finns listade i Catalogue of Life.